# Maren Grøthe
Maren Grøthe (nascida a 14 de julho de 2001) é uma política norueguesa.
Ela foi eleita vice-representante no Storting pelo círculo eleitoral de Sør-Trøndelag para o período 2021-2025, pelo Partido do Centro, e substitui Ola Borten Moe enquanto ele é ministro no governo.
Ela é a representante mais jovem a se reunir regularmente no Storting. Ela vem de Hølonda.